# Paepalanthus parvicephalus
Paepalanthus parvicephalus là một loài thực vật có hoa trong họ Eriocaulaceae. Loài này được (Moldenke) Hensold mô tả khoa học đầu tiên năm 1991.